# Астрономія в Північній Македонії
Астрономія в Північній Македонії має понад столітню історію. Вона починається з робіт Максима Трпковича над реформою православного календаря на початку XX століття та відкриття філософського факультету у Скоп'є в 1920 році. Астрономія в Македонії досягла значного розвитку в 1950-х і на початку 1960-х років завдяки зусиллям Маріна Каталініча, почалося будівництво астрономічної обсерваторії, однак землетрус в Скоп'є 1963 року зруйнував недобудовану обсерваторію та надовго зупинив розвиток астрономії в республіці, який знову пришвидшився тільки після здобуття Македонією незалежності в 1991 році.

## Історія

### Стародавній період

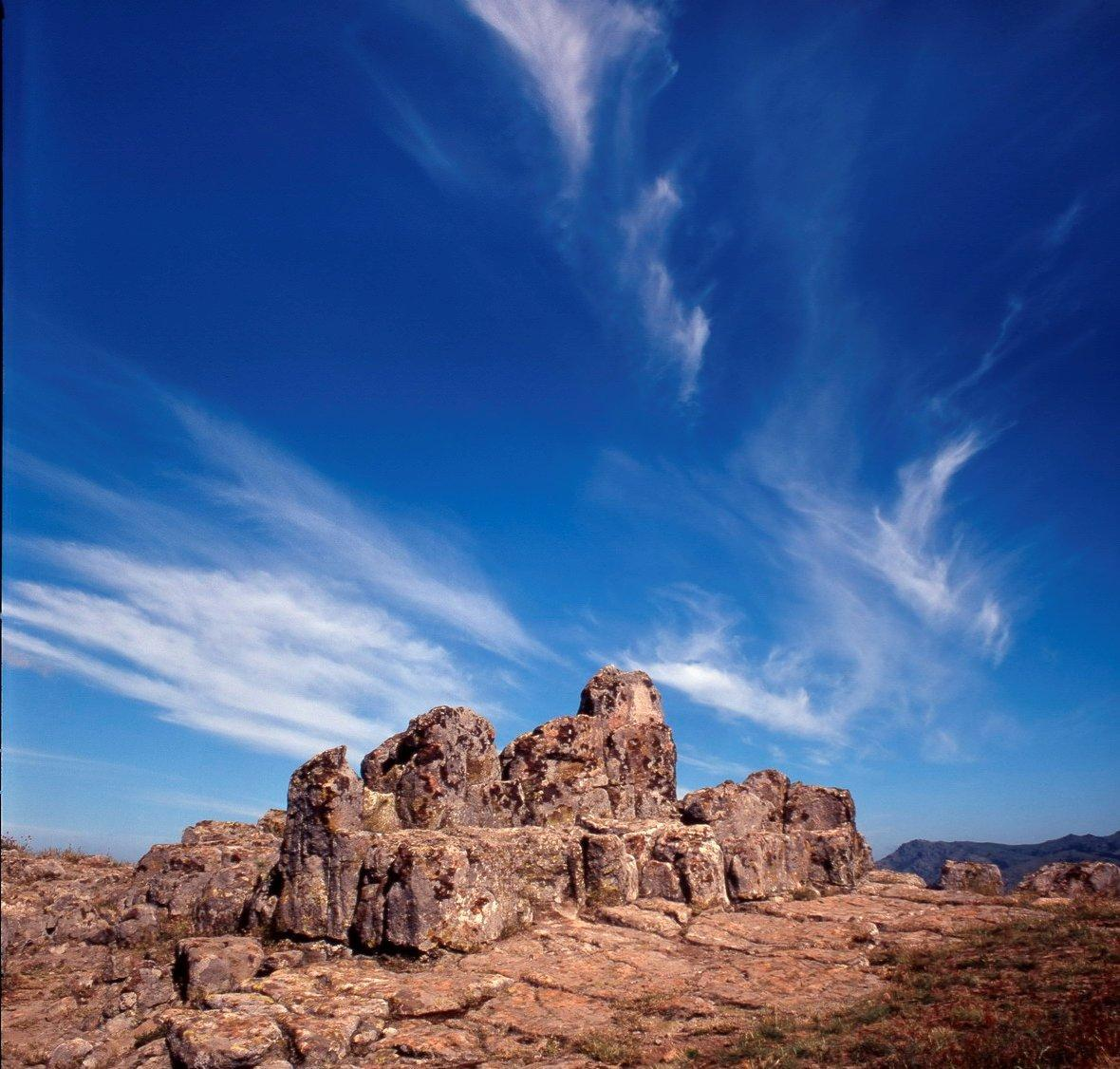
Стародавня обсерваторія Кокино

Археоастрономічна пам'ятка Кокино виникла близько XIX століття до н. е. і, ймовірно, використовувалась, щоб спостерігати Сонце й Місяць, слідкувати за календарем і виконувати пов'язані з календарем ритуали.

### Зародження сучасної астрономії
Першим відомим астрономом, який працював в межах сучасної Північної Македонії, був Максим Трпкович (1864—1924) з міста Кичева. Між 1900 і 1921 роками він опублікував сім статей, у яких описував, як можна реформувати юліанський календар, щоб зробити його точнішим за григоріанський. Проєкт Трпковича, дещо модифікований сербським астрономом Мілутіном Міланковичем, ліг в основу сучасного новоюліанського календаря, який тепер використовується більшістю православних церков.

### У складі Югославії
В 1920 році відкрився філософський факультет у Скоп'є, підрозділ Белградського філософського факультету. Тут сербською мовою викладали філософію, історію, іноземні мови і географію. Зокрема лекції географа Афанасія Урошевича (1898—1991) включали основи астрономії. Філософський факультет закривався під час Другої світової війни, але в 1946 році відновив роботу, тепер вже з македонською мовою викладання. На факультеті працювала кафедра природничих наук і математики, яка у 1958 році була виділена в окремий природничо-математичний факультет. У 1949 році створено Скопський університет, а в 1969 перейменовано його на Університет Святих Кирила і Мифодія.
Завідувач кафедри природничих наук і математики Марін Каталініч (1887—1959) ініціював читання лекцій з астрономії Георгєм Ніколічем (в 1952—1953) і стажування двох студентів в Медоні (1953—1955), замовив у французької фірми «Секретан» 20-см рефрактор зі світлофільтрами для фотозйомки Сонця (1955) та почав будівництво астрономічної обсерваторії на вершині гори Зайчев Рід на околиці Скоп'є. Але руйнівний землетрус 1963 року повністю зруйнував недобудовану обсерваторію і призупинив розвиток астрономії в республіці на наступні 30 років. Через нестачу фінансування після землетрусу обсерваторія так і не була добудована, попри велику кількість громадських та університетських ініціатив.
Тим часом розвивалася аматорська астрономія й астрономічна освіта. У 1972 році за допомогою СРСР і Алжиру в Скоп'є був побудований планетарій, який надалі став важливим центром просвітництва й аматорської астрономії. Почалися щорічні астрономічні олімпіади для школярів і студентів. У 1986 році був опублікований посібник з астрономії Гере Ценева. 1986 року на факультеті природничих наук і математики було запроваджено піврічний курс астрономії та астрофізики.

### Незалежна Північна Македонія
В 1991 році Македонія мирно відділилась від Югославії, і завдяки міжнародній співпраці розвиток астрономії знову пожвавився. З 1995 року видається щорічний астрономічний альманах, який містить астрономічні таблиці та статті з актуальних проблем астрономії. 1996 року було створено Астрономічне товариство Македонії. 1998 року Македонія вступила в Міжнародний астрономічний союз, але потім була виключена з нього через несплату урядом членських внесків. Ключову роль у розвитку астрономії в цей період відіграв Міят Міятович (1950—2000) — президент Астрономічного товариства Македонії, професор і активний популяризатор астрономії.

## Освіта й наука
Єдиним місцем в Північній Македонії, де астрономія викладається на університетському рівні, є природничо-математичний факультет Університету Святих Кирила і Мифодія в Скоп'є. Випускники факультету мають достатні знання, щоб потім викладати фізику й астрономію в школах. На факультеті працюють кілька професійних астрономів. Обладнання включає кілька невеликих телескопів.
В школах астрономічні теми підіймаються в межах більш загального курсу «наук» і поглибленого курсу «фізики» за вибором. З ініціативи вчителів багато класів відвідують планетарій у Скоп'є. Астрономічне товариство Скоп'є проводить загальнонаціональну шкільну олімпіаду з астрономії. Астрономічне товариство Македонії організовує для школярів щорічні зимові школи з астрономії.

## Астрономічні організації
Астрономічне товариство Македонії об'єднує як професійних астрономів, так і астрономів-аматорів. Також діють два регіональні товариства — в Битолі (з 1996) і Скоп'є (з 1998). Товариства організовують семінари, школи та аматорські спостережні експедиції.